# Nyukzsa
A Nyukzsa (oroszul: Нюкжа) folyó Oroszország ázsiai részén, a Bajkálontúli határterületen és az Amuri területen; az Oljokma jobb oldali mellékfolyója.

## Földrajz
Hossza: 583 km, vízgyűjtő területe: 32 100 km², évi közepes vízhozama az alsó folyásán: 310 m³/s.
A Nyukzsai-hegységben ered. Kezdetben, kb. 125 km-en át a Bajkálontúli határterületen folyik. Végig északnyugati irányba tart és az Amuri terület északnyugati kiszögelésében ömlik az Oljokmába. A torkolatnál fekszik Uszty-Nyukzsa falu (nevének jelentése: 'Nyukzsa-torkolat').
A folyó októberben befagy és május elejéig jég alatt van.

## Mellékfolyók
Jelentősebb mellékfolyóit az Amuri területen veszi fel. Közülük legnagyobb:
- balról a Lopcsa (243 km), valamint a Kis-Elgakan (108 km) és a Nagy-Elgakan (140 km)
- jobbról a Csilcsi (128 km).